# Sam Clancy
Pour les articles homonymes, voir Clancy.
Sam Clancy, né le 4 mai 1980 à Pittsburgh aux États-Unis, est un joueur américain de basket-ball.

## Biographie
Sam Clancy est choisi au deuxième tour de la draft 2002 par les Sixers de Philadelphie.
Intérieur de petite taille, il a séduit cette équipe par sa technique poste bas, variant tir en fadeaway ou hook shot (bras roulé) facilement. Cependant son déficit de taille le pousse à une brève carrière NBA, l'obligeant à la poursuivre outre-Atlantique et notamment au Mans sur la demande de Vincent Collet, champion de France 2006. Il justifie les attentes placées sur lui dès le premier match où il marque 24 points et prend 17 rebonds lors de la première journée de ProA contre Hyères-Toulon. Avec son coéquipier Phil Ricci, il compose une raquette mancelle petite mais dynamique ainsi que complémentaire de par la fiabilité du tir extérieur de Ricci. Clancy est par ailleurs le mentor désigné de la jeune garde intérieur mancelle (Cel, Koffi, etc.) grâce à son attitude irréprochable sur les terrains, Collet le qualifiant de « très coachable ».
Son jeu intérieur s'exprime par des mouvements divers et variés, comme le hook shot, turn around jump shot, etc. Il possède également un tir fiable dans le petit périmètre. Devenu la mascotte au club du Mans, il décide de partir au bout d'une seule, n'ayant pas pu s'entendre avec la direction sur les modalités d'un nouveau contrat, Le Mans souhaitant s'engager sur un contrat de longue durée et Clancy, un contrat court avec un salaire annuel supérieur. Il quitte la Sarthe en dénonçant l'attitude selon lui méprisante des dirigeants, ne considérant pas suffisamment son talent et son assise sur le jeu.
Il poursuit sa carrière en Europe, se résignant à retenter sa chance dans les camps d'été NBA.

## Clubs successifs
- 1997 - 1998 :  St. Edward High School (junior)
- 1998 - 2002 :  Trojans d'USC (NCAA 1)
- 2002 - 2003 :  76ers de Philadelphie (NBA)
- 2003 - 2004 : 
  -  76ers de Philadelphie (NBA)
  -  Patriots de Fayetteville (NBDL)
  -  Sun Kings de Yakama (CBA)
- 2004 :  Cocodrilos de Caracas (1er division)
- 2004 - 2005 : 
  -  Iraklis Salonique (ESAKE)
  -  Idaho Stampede (CBA)
  -  Forum Filatelico Valladolid (Liga ACB)
- 2005 :  Cocodrilos de Caracas (1er division)
- 2005 - 2006 : 
  -  Trail Blazers de Portland (NBA)
  -  UNICS Kazan (Superligue)
- 2006 - 2007 : 
  -  Vive Menorca Basquet (Liga ACB)
  -  Land Black Slamer (1er division)
- 2007 - 2008 :  Le Mans Sarthe Basket (Pro A)
- 2008 - 2009 :  CSK VVS Samara
- 2009 - 2010 :  Bnei HaSharon
- 2010 - 2011 :  Hapoël Jérusalem
- 2011 :  Gallitos de Isabela
- 2011 :  Southeast Hoopstars
- 2011 - 2012 :  Atenas de Córdoba
- 2012 :  9 de Julio de Río Tercero
- 2012 - 2013 :  Ciclista Olímpico
- 2013 :  Marinos de Anzoátegui
- 2013 - 2016 :  Gimnasia Indalo
- 2016 - 2020 :  Instituto Córdoba

## Distinctions
- Consensus second-team All-American (2002)
- Pac-10 Player of the Year (2002)
- 2× First-team All-Pac-10 (2001–2002)